# Srem (obwód Chaskowo)
Srem (bułg. Срем) – wieś w południowej Bułgarii, znajdująca się w obwodzie Chaskowo, w gminie Topołowgrad. Nad rzeką Tundża.